# Wohnhausgruppe Körnerwall

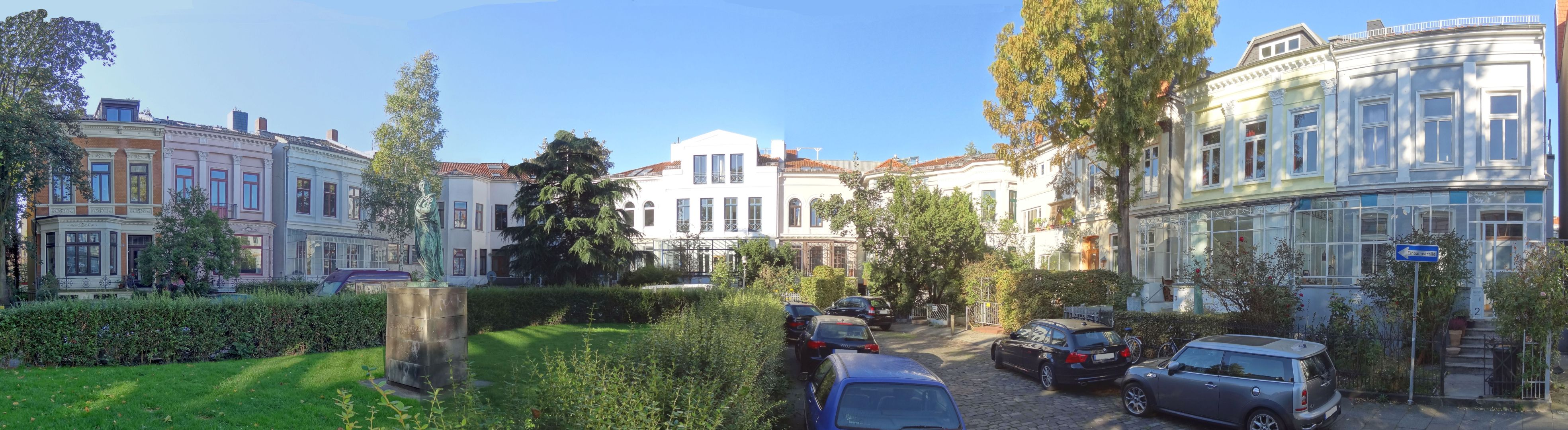
Wohnhausgruppe Körnerwall

Die Wohnhausgruppe Körnerwall befindet sich in Bremen, Stadtteil Mitte, Ortsteil Ostertor, Körnerwall 2 bis 17. Die Wohnhausgruppe entstand 1859 nach Plänen von Johann Bummerstedt.
Die Gebäude stehen seit 1927/1973 unter Bremer Denkmalschutz.
Der Körnerwall führt im U-Ring um den Körner-Wall-Kamp von und zu der Straße Sielwall. Er wurde um 1858/59 angelegt und benannt nach dem Dichter Theodor Körner. Das Körner-Denkmal steht seit 1865 auf dem grünen Kamp.

## Geschichte

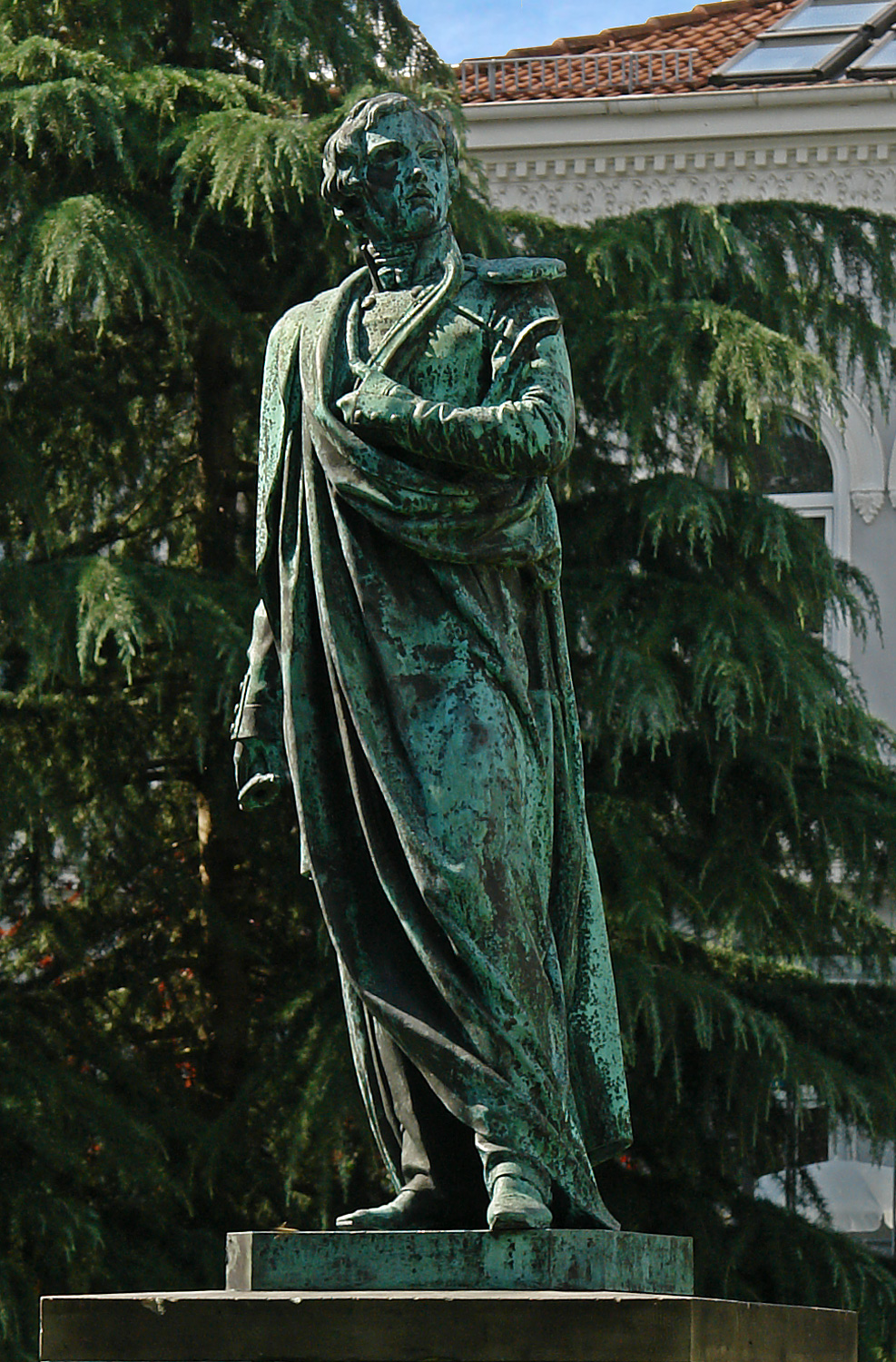
Körner-Denkmal, geschaffen vom Bildhauer Johann Andreas Deneys, fertiggestellt im Jahr 1865

Nur 50 Häuser befanden sich zu Beginn des 19. Jahrhunderts noch in offener Bauweise vor dem Ostertor. 1849 wurden Gebiete vom Ortsteil Ostertor eingemeindet und die Bürger erhielten das volle Bürgerrecht von Bremen.
Der Körnerwall wurde planmäßig als Straße und Platzanlage in der Ostertorvorstadt angelegt. Die mittige Grünfläche ist Privatbesitz und muss von dem Anwohnern unterhalten werden. Der Bauunternehmer Heinrich Carl Oldehoff hatte die Straße und den U-förmigen Platz anlegen lassen.
Die zweigeschossigen Vorstadthäuser mit Putzfassaden und Satteldächern ließ die Firma des Maurermeisters Oldehoff als Bauherr als ein einheitliches, zusammenhängendes Ensemble errichten. Die Reihenhäuser wurden 1859 im Stil des Klassizismus errichtet.
Der im Stadtteil häufig vorkommende Häusertyp Bremer Haus wurde in Bremen zwischen der Mitte des 19. Jahrhunderts und den 1930er Jahren errichtet. Charakteristisch sind das Souterrain als Tiefparterre, die tiefe Gebäudeform und der seitliche Eingang.
Während des Zweiten Weltkriegs wurde Haus Nr. 9 – am westlichen Scheitelpunkt der Gebäudegruppe – durch eine Bombe zerstört. Erst 1988 wurde die Baulücke auf der Grundlage denkmalschützerischer Vorgaben durch einen angepassten Neubau wieder gefüllt. Heute (2023) werden diese Häuser weiterhin für Wohnzwecke genutzt während andere Gebäude an der Straße als Wohn- und Geschäftshäuser dienen.

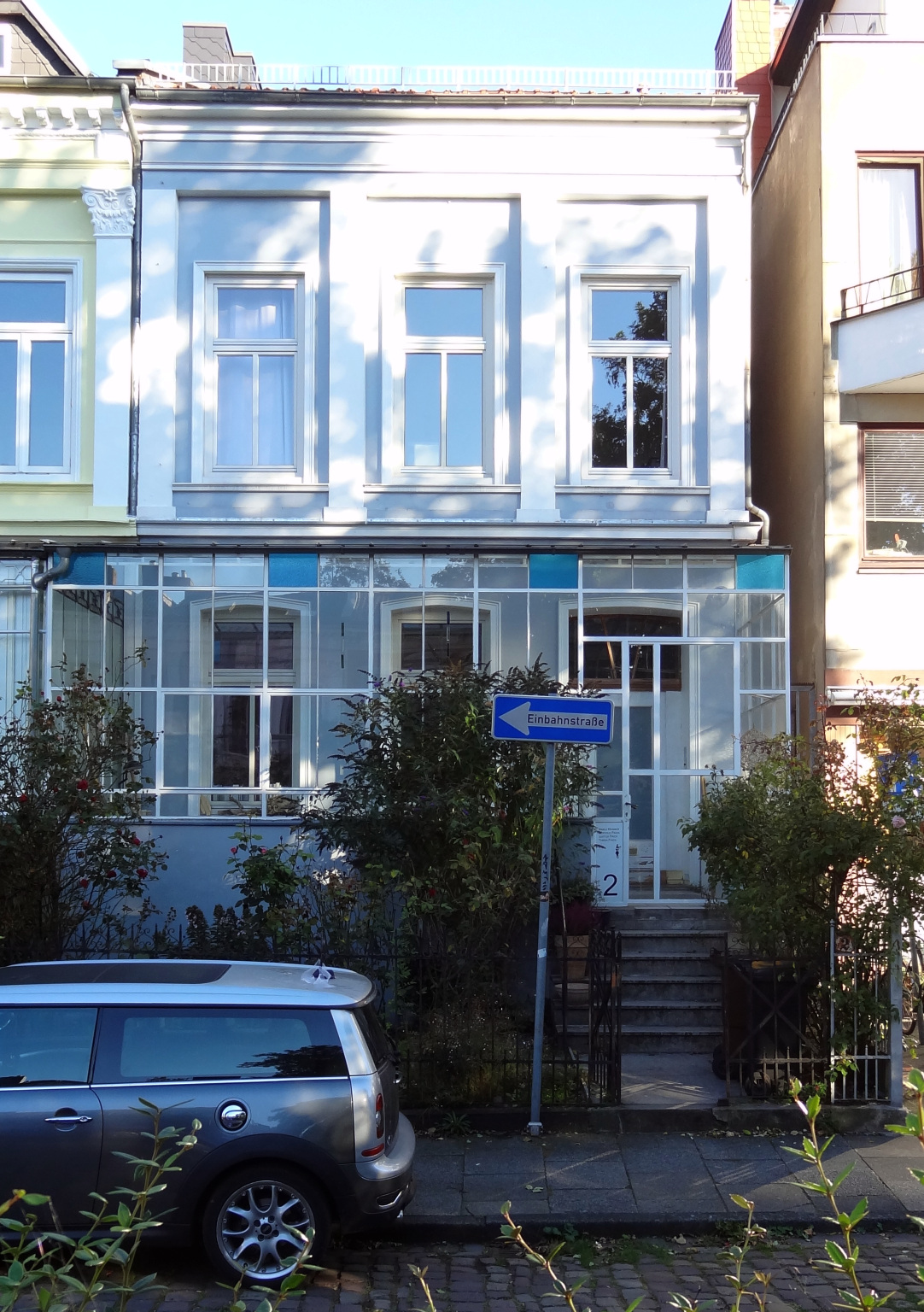
Nr. 2
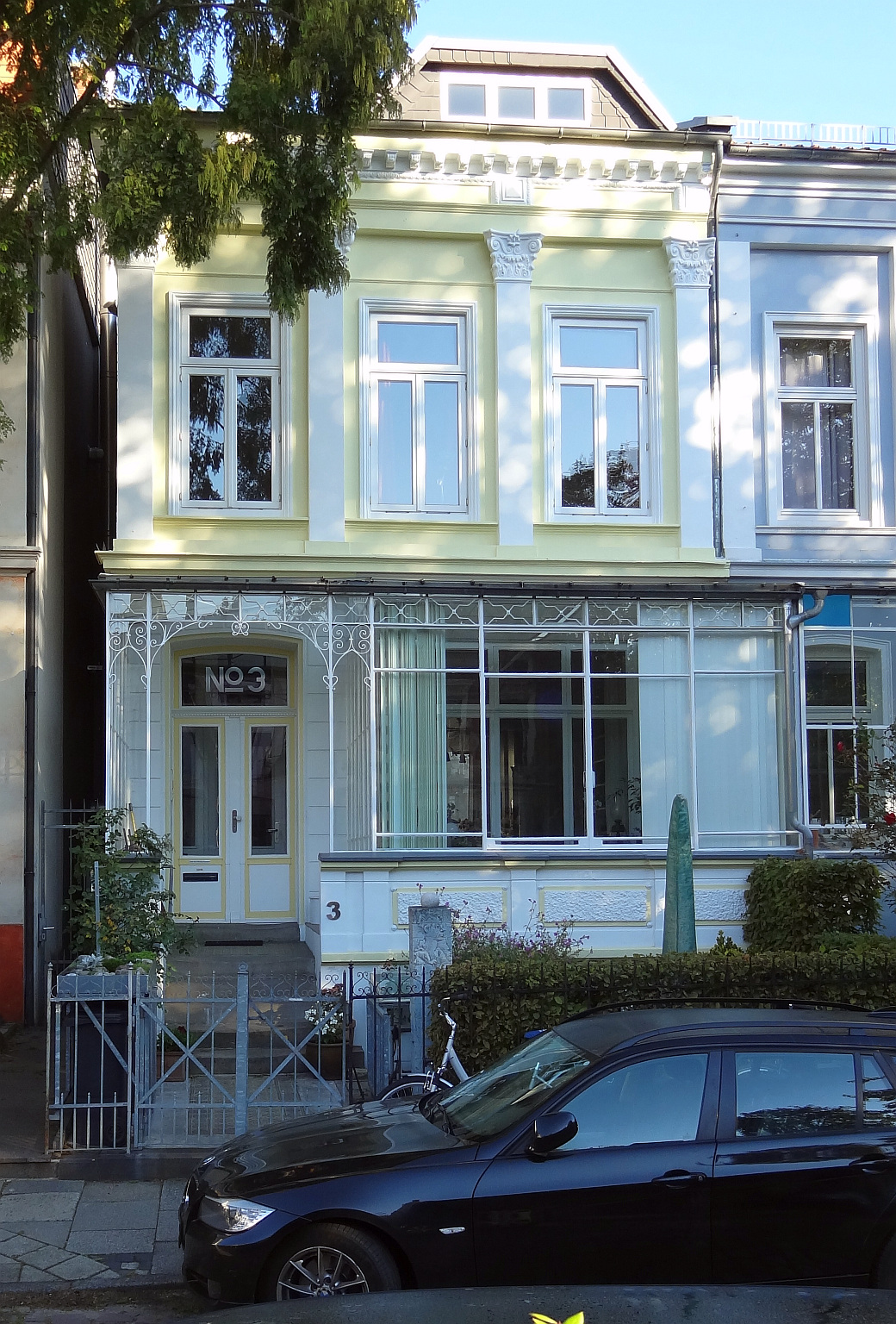
Nr. 3